# Yenimahalle
Yenimahalle é um distrito e uma cidade da Província de Ancara, situada na Região da Anatólia Central no oeste da Turquia.  A cidade possui uma população de 553 344 habitantes.

## Ligações Externas
- Site Oficial do Governo do Distrito (em turco)
- Site Oficial da Municipalidade Distrital (em turco)